# Sea Cloud II

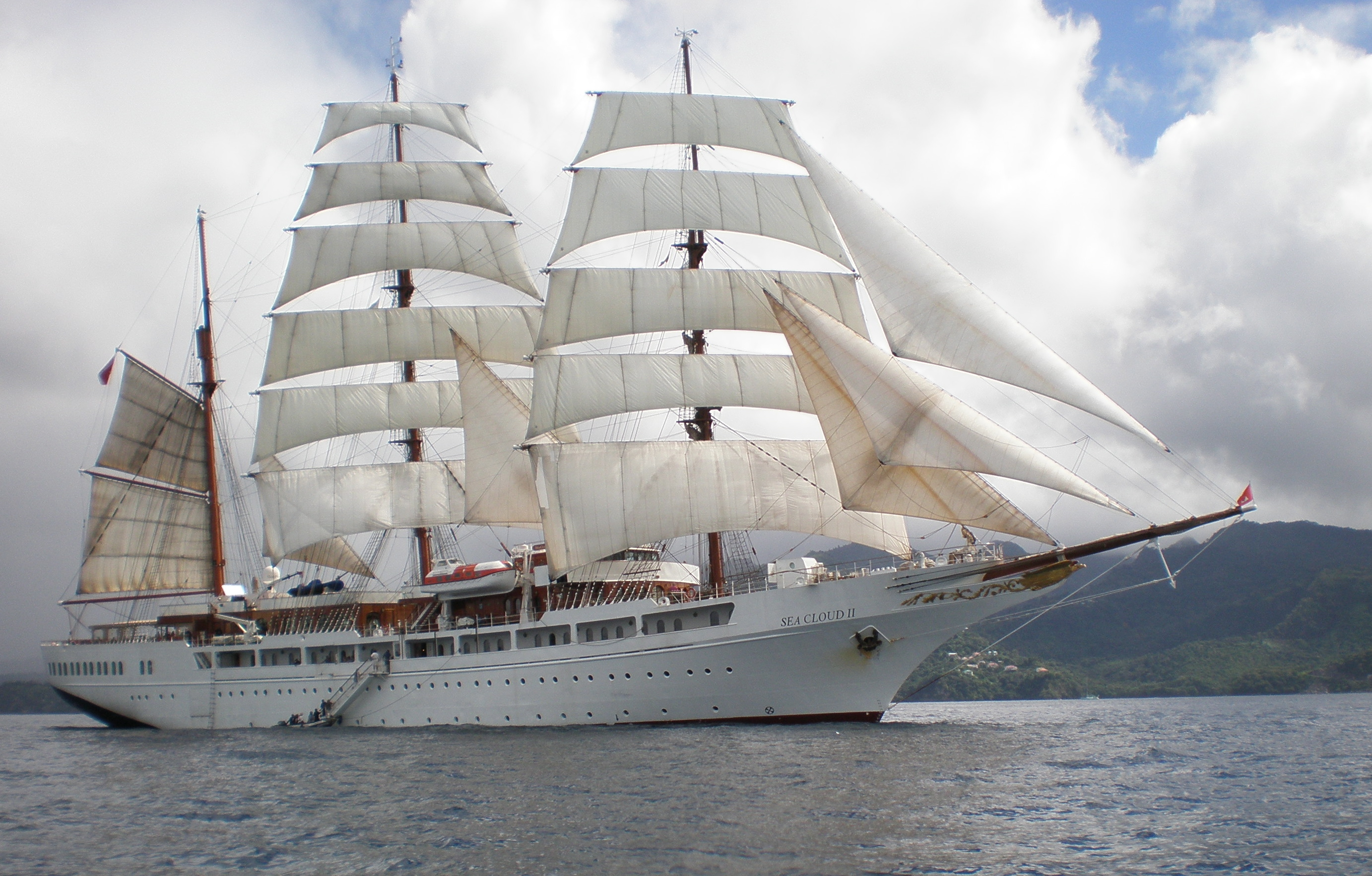
"Sea Cloud II" ao largo da costa de Granada.

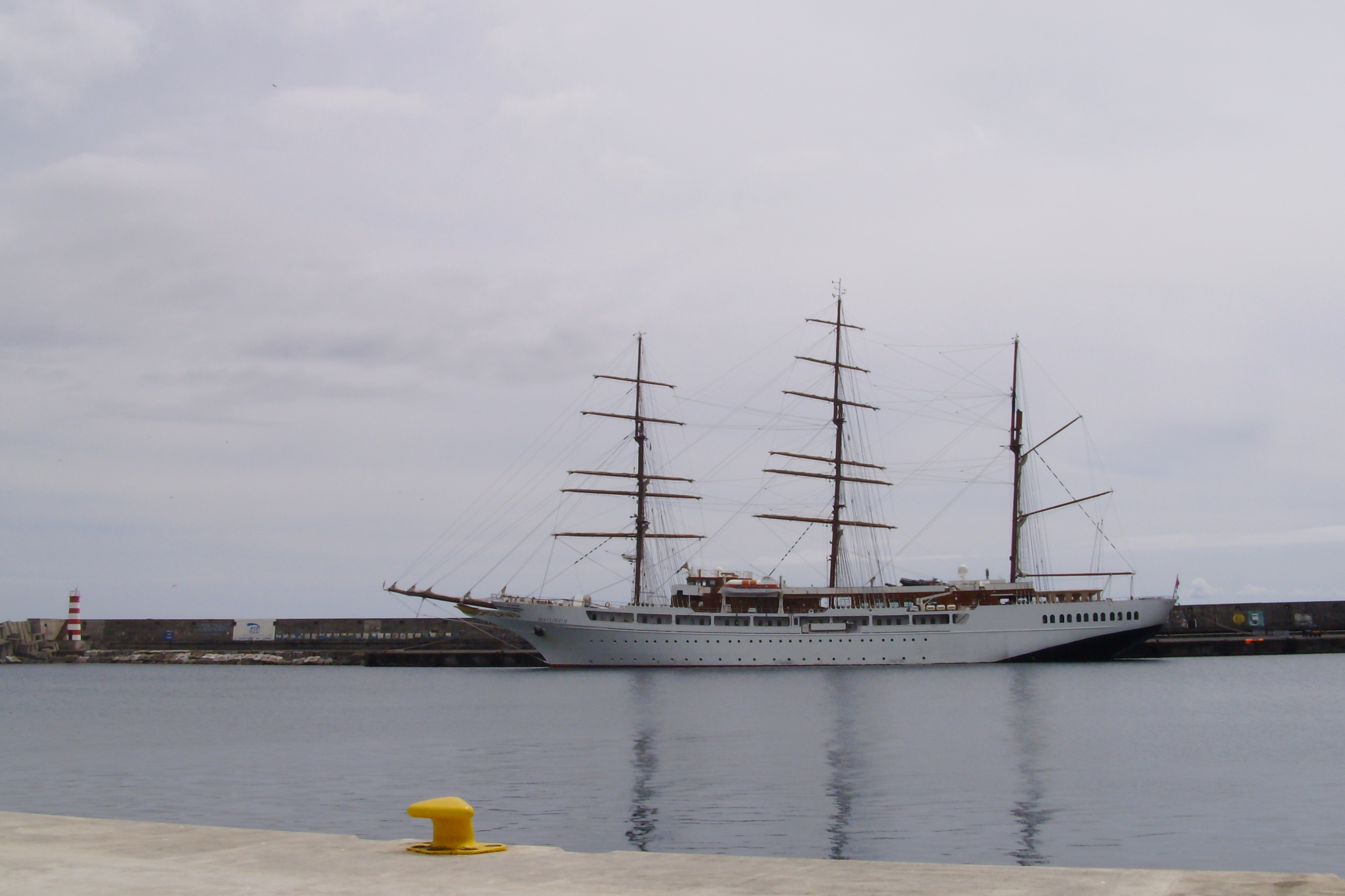
"Sea Cloud II" ancorado em Vila do Porto.

O Sea Cloud II (IMO 9171292) é um veleiro de cruzeiros da operadora alemã Sea Cruises.

## História
O veleiro é uma versão moderna do famoso "Sea Cloud", da década de 1930. Foi construído nos estaleiros espanhóis Astilleros Gondan, S.A. e batizado em 6 de fevereiro de 2001, no porto de Las Palmas, nas Canárias. Está registado em Malta.
Tem feito cruzeiros temáticos no arquipélago dos Açores.

## Características
- Comprimento: 117 metros
- Largura: 16 metros
- Calado: 5,4 metros
- Mastros: 3
- Velas: 24
- Arqueação bruta: 3.849 toneladas
- Capacidade máxima: 96 passageiros
- Tripulação: 60 tripulantes
- Decks de passageiros: 4
- Cabines: 48
- Velocidade à vela: 12 nós